# Reiten

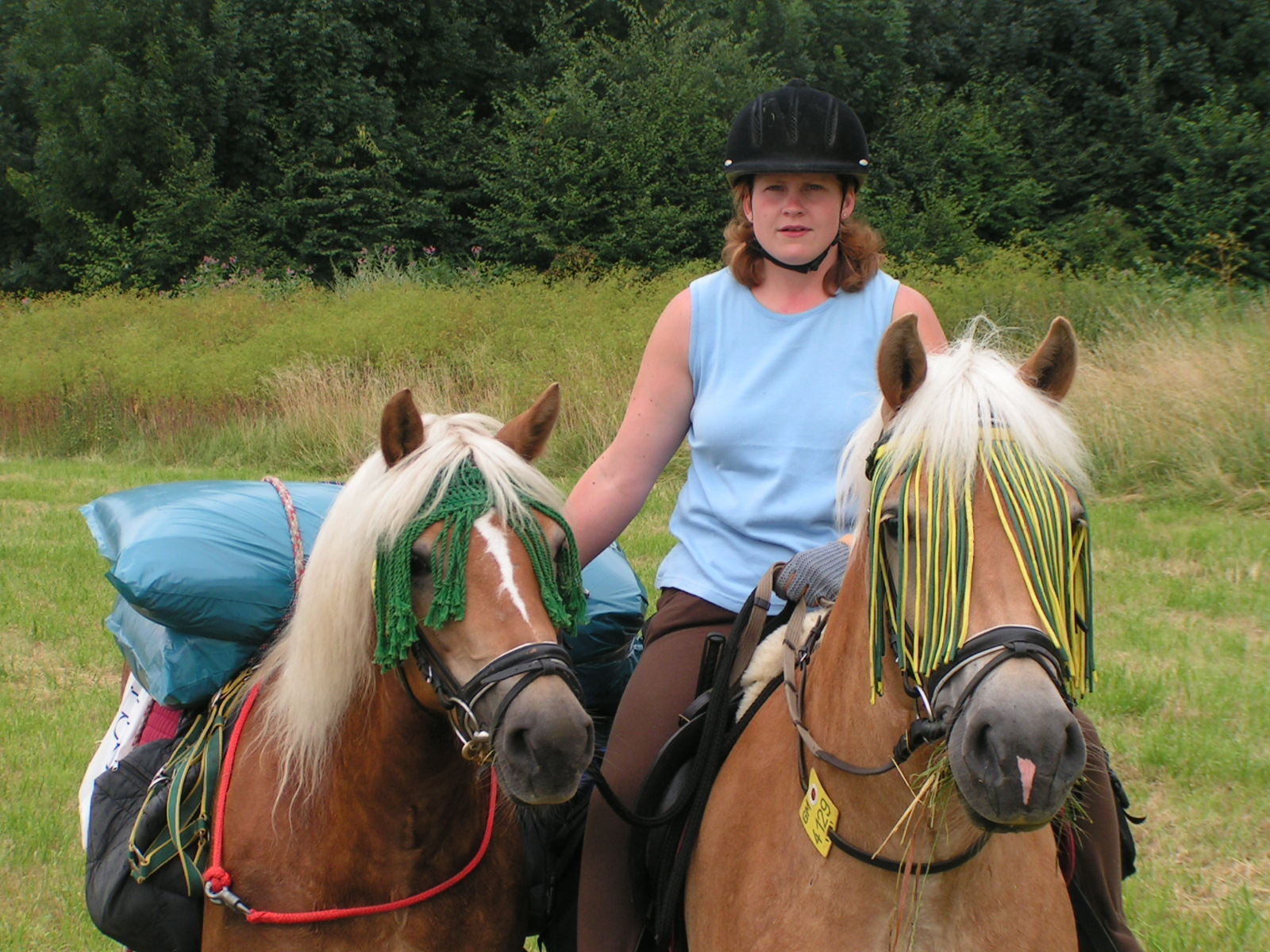
Reiten mit Handpferd

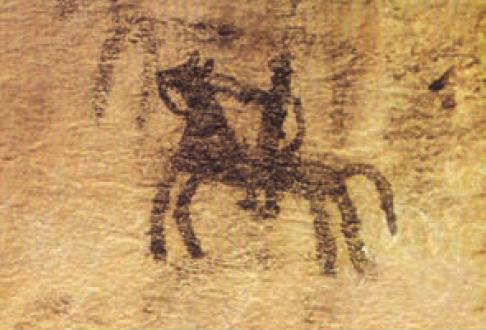
Prähistorische Höhlenzeichnung eines reitenden Menschen

Assurbanipal als Reiter auf der Jagd (Niniveh, ca. 640 v. Chr.)

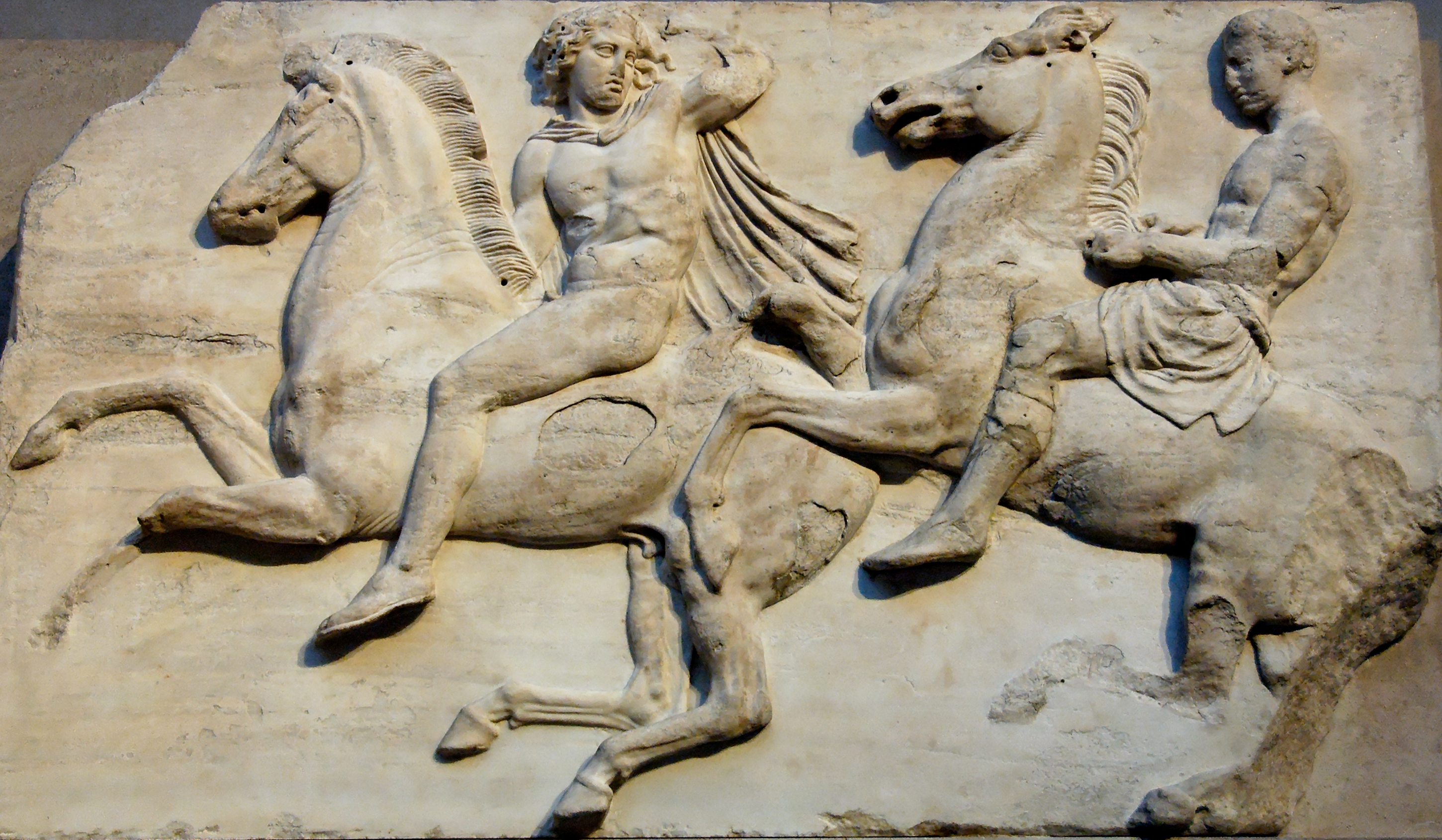
Kavalkade, Westfries des Parthenon, um 447–433 v. Chr.

Reiten bezeichnet die Fortbewegung des Menschen auf dem Rücken eines Tieres. Dabei kann es sich um Pferde, aber auch um andere Reittiere wie Esel oder Kamele handeln.

## Pferde als Reittiere

### Geschichte
Pferde spielten weltweit eine wichtige Rolle in der Menschheitsgeschichte, in Verkehr, Handel, Landwirtschaft und beim Militär.
Das Pferd wurde an unterschiedlichen Orten domestiziert. Früheste Belege für domestizierte Pferde stammen aus der westsibirischen Botai-Kultur um 3500–3000 v. Chr. in Zentralasien. Es wurden Pferdezähne mit Verschleißspuren von Knochen- und Haartrensen sowie Pferche mit Pferdemist gefunden. Außerdem fanden sich rund 5600 Jahre alte Tonscherben mit Resten von Kumys (vergorener Stutenmilch). Erste Hinweise für regelmäßiges Reiten fanden sich an rund 5000 Jahre alten menschlichen Knochen, welche der Jamnaja-Kultur zugeordnet wurden.
Die frühen Großreiche der Assyrer und Hethiter sowie die Hurriter im Mitanni-Staat profitierten von der Nutzbarmachung des Pferdes im Krieg. Pferde kamen hierbei sowohl als Reit- als auch als Zugtiere (z. B. von Streitwagen) zum Einsatz. Ein Handbuch zur Ausbildung von Pferden stammt von Kikkuli aus dem 15. Jahrhundert v. Chr.

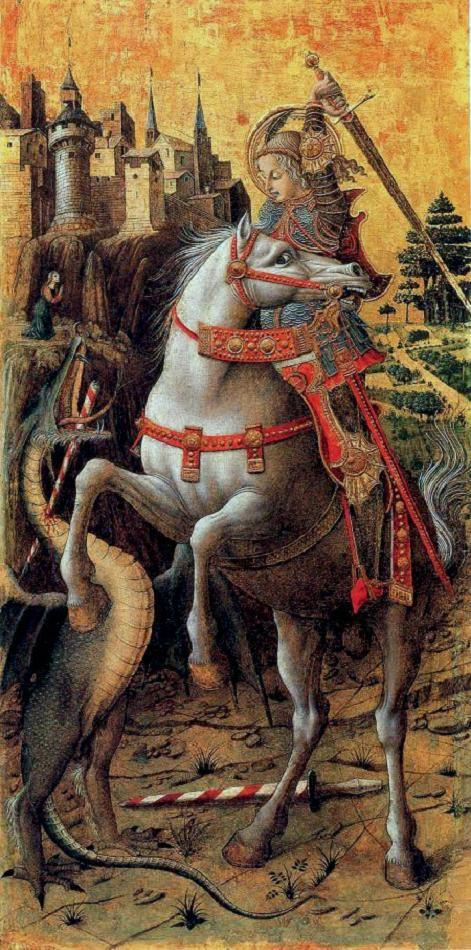
Hl. Georg, 1470

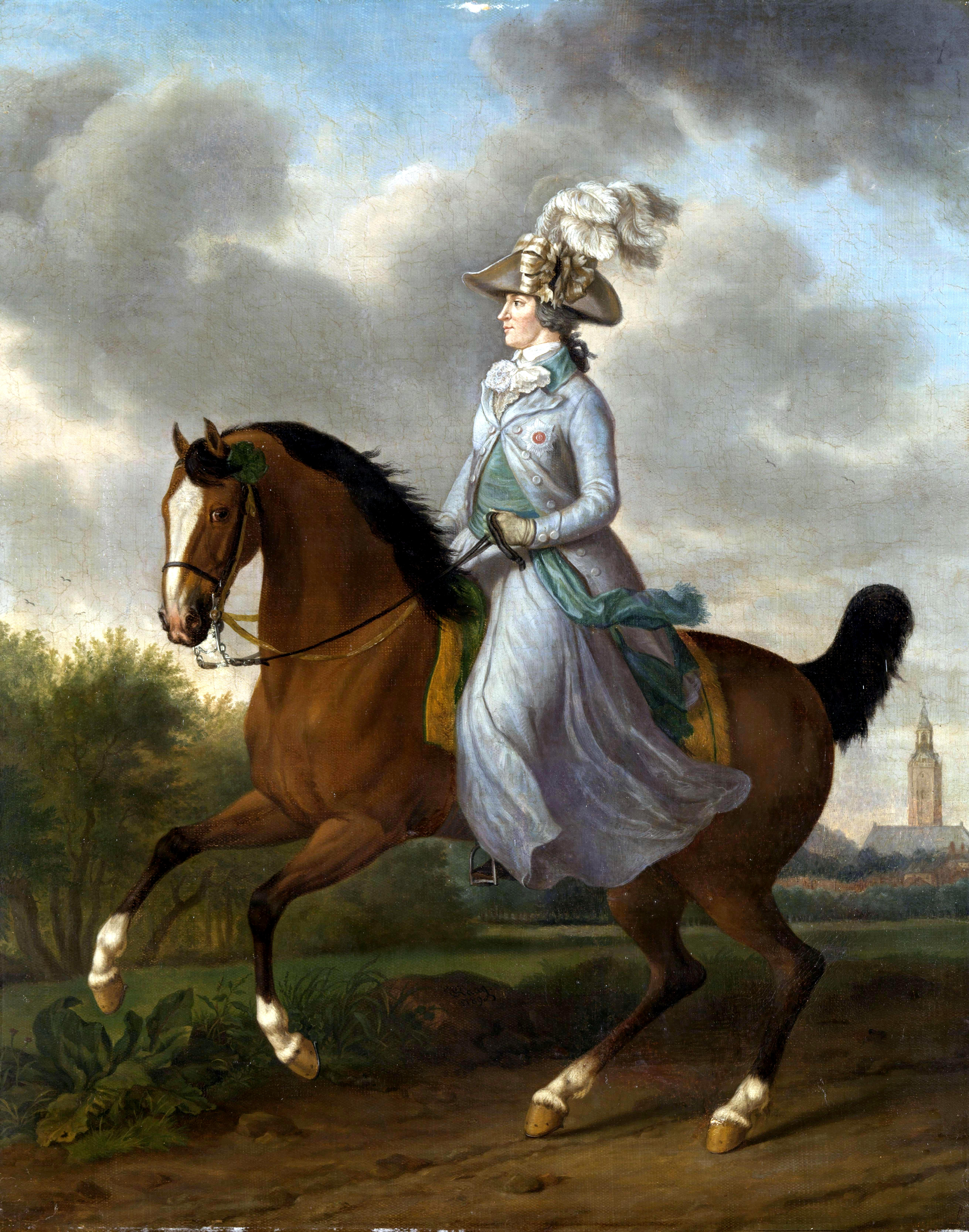
Wilhelmine von Preußen, 1789

In dem Zeitraum von 1650 bis 1550 v. Chr. brachten die Hyksos durch die Eroberung Unterägyptens Pferde als Nutztiere nach Ägypten. Sie zogen Streitwägen.
Reiternomadenvölker wie die Skythen besiedelten ab etwa dem 8./7. Jahrhundert v. Chr. die eurasischen Steppen nördlich des Schwarzen Meeres.
Im antiken Griechenland gelangte die Reitkunst in eine Blütezeit. Xenophons (ca. 430–354 v. Chr.) Werke Hipparchikos und Über die Reitkunst werden heute vielfach als Grundlage der Hippologie gesehen. Seine Grundsätze gelten heute noch als unverändert.
Angefangen in der Antike bis hin zur Neuzeit, galt die militärische Waffengattung Kavallerie als beherrschend, da sie sehr viel schneller und wendiger war als die Fußtruppen. Die Reitkunst ermöglichte es dem Reiter, das Tragtier auch als Waffe einzusetzen (so beim Pferd über die Kapriole als Befreiungsschlag). Die Kavallerie prägte auch den modernen Reitsport, der aus ihren Lehrmethoden hervorging.
Der Höhepunkt der Pferdenutzung wurde um 1910 erreicht, die Motorisierung war noch nicht weit fortgeschritten. Die Pferde bildeten im Ersten Weltkrieg die Basis der Infrastruktur. Ebenfalls im Zweiten Weltkrieg spielten Pferde eine wichtige Rolle. Die Pferde der Wehrmacht waren als Armeepferde ein wichtiger Bestandteil des militärischen Transportwesens. In ihrer Masse war die Wehrmacht nicht motorisiert, sondern bespannt und beritten. Dies hatte technische, taktische und ökonomische Gründe.
Ursprünglich als schnelle Reisemöglichkeit eingesetzt, ist Reiten heute in Industriestaaten hauptsächlich im Reitsport, in der Freizeitgestaltung sowie auch im therapeutischen Reiten gebräuchlich. Oft wird das Wanderreiten über Reitwege geführt. Daneben gibt es noch verbreitete Reiterstaffeln der Polizei sowie Kavallerieeinheiten der Armee zur Repräsentation, beispielsweise in Großbritannien und in Frankreich.

### Ausbildung des Pferdes
Die meisten Pferde werden als Dreijährige eingeritten. Junge Pferde mit guter Grundausbildung sollten beim ersten Aufsitzen keine Angst spüren. Sie werden im Voraus meist an den Sattel und das Gewicht auf dem Rücken gewöhnt und ablongiert. Dann betrachten sie es einfach als eine weitere Übung und werden nur in Ausnahmefällen Abwehrreaktionen zeigen.

### Reitausbildung, Reitschule und Reiturlaub
Es gibt ein breites Angebot von Pferdesportvereinen und Pferdesportanlagen mit Reitschulen, die es auch Anfängern ohne Erfahrung und ohne eigenes Pferd ermöglichen ihre ersten Erfahrungen im Umgang mit dem Pferd zu sammeln, beispielsweise im Abteilungsreiten. Daneben besteht die Möglichkeit, das Reiten in einem Reiturlaub zu erlernen.
Bei der Auswahl einer Reitschule oder eines Reiturlaubs sollte auf artgerechte Pferdehaltung geachtet werden. Sattel und Zaumzeug müssen in gutem Zustand sein und den Pferden passen, damit kein Satteldruck oder Scheuerstellen entstehen. Um dies zu verhindern, sollte der oder die Reitlehrerin vor der Stunde bei jedem Pferd die Lage des Sattelzeugs überprüfen. Die Pferde müssen gesund sein, Anzeichen für mangelnde Gesundheit sind zum Beispiel stumpfes Fell, glasige, trübe Augen, Desinteresse, Verletzungen oder Lahmheiten.

### Einwirkung
Der Reiter kann auf verschiedene Weisen auf das Reittier einwirken. Die Einwirkungen werden Hilfen genannt. Zu diesen zählen Gewichtsverlagerung, Schenkeldruck, Zügel oder Leinen und die Stimme. Auch Hilfsmittel wie Gerten und Sporen dienen der Einwirkung. Dabei ist das Zusammenspiel der Hilfen für die Kommunikation mit dem Tier entscheidend, eine isolierte Hilfe ist wenig wirkungsvoll.
Gut ausgebildete, feinfühlige Tiere reagieren auf minimale, von außen kaum wahrnehmbare Hilfen. So erkannte der „Kluge Hans“, ein „rechnendes“ Pferd, anhand von Spannung und Erleichterung des Fragenstellers, wie oft er mit dem Huf klopfen sollte.

### Ausrüstung
Den Reittieren werden verschiedene Arten von Sätteln aufgelegt, um dem Reiter einen möglichst komfortablen und sicheren Sitz zu geben und das Gewicht des Reiters möglichst gleichmäßig auf dem Rücken des Reittiers zu verteilen. Je nach Einsatzzweck gibt es verschiedene Arten von Sätteln. Ein Springsattel ermöglicht kürzere Steigbügel, was für das Springreiten notwendig ist. Ähnlich wie der Rennsattel, der es dem Jockey (Rennreiter) erlaubt, die größte Geschwindigkeit zu erreichen, indem er sich nach vorne lehnt. Ein Dressursattel erlaubt einen langen, tiefen Sitz. Der Westernsattel ermöglicht es dem Reiter, lange bequem zu sitzen.
Außerdem wird meistens ein Zaum oder ein Halsreifen verwendet und auf Hals und Kopf des Reittiers einwirken zu können.
Des Weiteren gibt es in jeder Sparte der Reiterei ganz unterschiedliches Zubehör. In fast allen Sparten zu finden ist Zubehör zum Schutz der Beine, wie Hufglocken, Gamaschen oder Bandagen zum Stützen der Sehnen, Gelenke und Bänder.
Auch sogenannte Hilfszügel finden sich regelmäßig wieder. Es gibt eine Reihe verschiedener Hilfszügel mit unterschiedlichen Einwirkungen. Alle Hilfszügel sollen dem Reiter dabei helfen, das Pferd in Anlehnung zu reiten, was Bestandteil der klassischen Ausbildungsskala von Pferden ist.

### Reitweisen

Galopp, 2006

In deutschen Pferdesportanlagen wird hauptsächlich eine Ausbildung im Dressur-, Spring- und Vielseitigkeitsreiten (Kombination aus Dressur-, Geländeritt und einem Springparcours) angeboten. Aber auch freizeitlich kann man an Ausritten teilnehmen. Die damit verbundene Reitweise wird oft auch die „Englische Reitweise“ genannt. Der sportliche Fachverband als Mitglied im Deutschen Olympischen Komitee ist die Deutsche Reiterliche Vereinigung (FN).
In Amerika ist das Westernreiten verbreitet, das in Deutschland im Ersten Westernreiter Union Deutschland (EWU) organisiert ist.
Die Reitweisen unterscheiden sich in der Hilfengebung sowie bei Ausrüstung von Pferd und Reiter. Gemeinsam haben sie jeweils zum Ziel, das Pferd schonend aufzubauen, sodass es das zusätzliche Gewicht ohne gesundheitliche Beeinträchtigung tragen kann.
Pferde haben drei Grundgangarten: Schritt, Trab und Galopp. Bei manchen Rassen kommen auch weitere Gangarten vor, wie Pass oder Tölt, mit dem große Distanzen bequem zurückgelegt werden können. Im Trab und im Galopp hat ein Pferd eine „Schwebephase“, das heißt, es berührt mit keinem Bein den Boden.

### Pferderücken
Falsches Reiten kann bei Pferden Rückenprobleme verursachen. Deshalb zählt sowohl beim Springreiten (Bascule) als auch bei der Dressurreiterei die frei schwingende Wirbelsäule (Losgelassenheit) zu den Ausbildungszielen.

## Weitere Reittiere

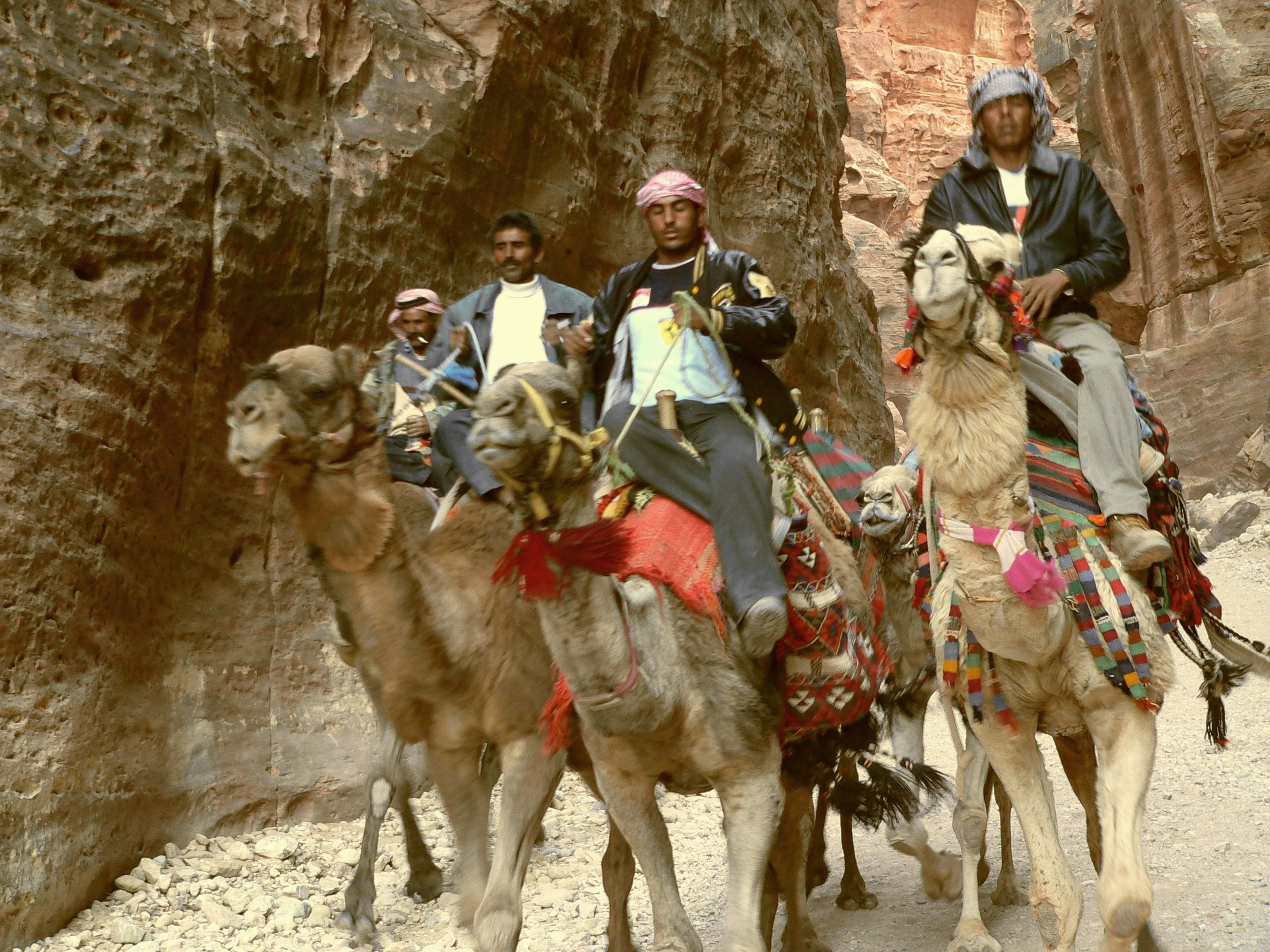
Dromedar als Reittier

Als Reittiere sind neben verschiedenen Pferderassen auch andere Pferdearten wie Esel, Maultiere oder Maulesel im Einsatz. Zebras wurden nur in Ausnahmefällen als Reittiere eingesetzt, da sie kaum zu zähmen sind.
Ebenfalls geritten werden Elefanten und Altweltkamele (Dromedare, Trampeltiere). Kamele bewegen sich im Passgang, wobei die Beine nicht wie im Trab diagonal, sondern rechts und links paarweise bewegt werden.
Weniger häufig werden auch andere Tierarten als Reittiere verwendet. In nördlichen Regionen werden auch Rentiere und Elche geritten, beispielsweise bei den Ewenken.
Auch Rinder, beispielsweise Wasserbüffel und Yaks, können geritten werden. Bullenreiten ist dagegen nur ein Rodeo-Wettbewerb.
Strauße dienen in neuerer Zeit als Reittiere für Touristen-Attraktionen. Gleiches gilt für Lamas, die von Kindern geritten werden können.
Im Science-Fiction und Fantasy-Genre gibt es auch fiktive Reittiere wie Drachen, beispielsweise in Drachenreiter, Die Drachenkämpferin, Drachenreiter von Pern oder Eragon oder den Hippogreif in Harry Potter und der Gefangene von Askaban.